# Kabagwana
Kabagwana är ett periodiskt vattendrag i Burundi.   Det ligger i provinsen Mwaro, i den centrala delen av landet, 50 kilometer öster om huvudstaden Bujumbura.
Omgivningarna runt Kabagwana är en mosaik av jordbruksmark och naturlig växtlighet. Runt Kabagwana är det tätbefolkat, med 319 invånare per kvadratkilometer.